# Elio Rojas
Elio Enai Rojas (* 25. September 1982 in Villa Riva, Duarte, Dominikanische Republik) ist ein dominikanischer Boxer im Federgewicht.

## Amateur
Bei den Amateuren gewann er unter anderem im Jahre 2002 die Goldmedaille bei den Zentralamerika- und Karibikspielen.

## Profi
Er gewann seine ersten 19 Kämpfe, die meisten davon durch K. o. Am 14. Juli 2009 trat er gegen den Japaner Takahiro Aō um den Weltmeistergürtel der WBC an und siegte durch einstimmigen Beschluss. Im Januar 2010 verteidigte er diesen Titel gegen Guty Espadas Jr. Am 25. August desselben Jahres wurde er vom WBC zum „Champion Emeritus“ ernannt. Damit erhielt er die Möglichkeit, zu jeder Zeit direkt um den Weltmeistergürtel boxen zu dürfen.
Ende April 2012 trat er gegen Jhonny Gonzalez, der diesen Titel innehatte, an und verlor einstimmig nach Punkten.